# Park County (Colorado)
Park County je okres ve státě Colorado ve Spojených státech amerických. K roku 2010 zde žilo 16 206 obyvatel. Správním městem okresu je Fairplay. Celková rozloha okresu činí 5 726 km².